# ドーフィネ

ドーフィネの旗

ドーフィネ（ドフィネ）またはドーフィネ・ヴィエノワ（フランス語: Dauphiné, Dauphiné Viennois）は、フランス南東部のかつての州。現在のイゼール県、ドローム県、オート＝アルプ県を含む。歴史的な州都はグルノーブルで、その他にはヴィエンヌ、ヴァランス、ディー、ギャップ、ブリアンソンである。
ル・ドフィネ・リベレは、有名な地元新聞であり、長らく自転車プロロードレース「クリテリウム・デュ・ドフィネ・リベレ」を主催していた。新聞社が主催者から外れた現在の名称はクリテリウム・デュ・ドフィネとなっている。

## 歴史

ドーフィネの位置

古代には、ドーフィネとなる一帯はケルト人とガリア人が定住していた。
西ローマ帝国が滅亡すると、神聖ローマ帝国の構成国である山岳公国としてゆるやかに独立を獲得した。
12世紀にこの地を治めていたアルボン伯ギゲス4世（1095年 - 1142年）は、自分の紋章にイルカ（フランス語でdauphin）を持っており、あだ名を「ル・ドーファン」といった。その子孫たちは、本拠地をヴィエンヌへ移した後、アルボン伯からドーファン・ド・ヴィエノワ伯と称号を変えた。彼らは1349年までこの称号で知られていたが、男子継承者のいないアンベール2世は、自分の領有権をフランス王フィリップ6世へ売り渡した。ドーファン・ド・フランス（Dauphin de France）の称号は王位継承予定者が名乗ると取り決めがなされ、それはフランス革命まで続いた。
最初のドーファンは、フィリップ6世の孫であるシャルル（後のシャルル5世）であった。この称号はドーフィネ領も付随して贈られた。ルイ11世はドーフィネに長く暮らした唯一のフランス王である。アンベール2世との同意はさらに、ドーフィネは多くの税と関税から免除されると明記していた。この地位は、さらなるその後の慣例に基づいた議論の課題となり、地元の実力者たちはこの地方自治と特権を国家の攻撃から守ろうとしていた。

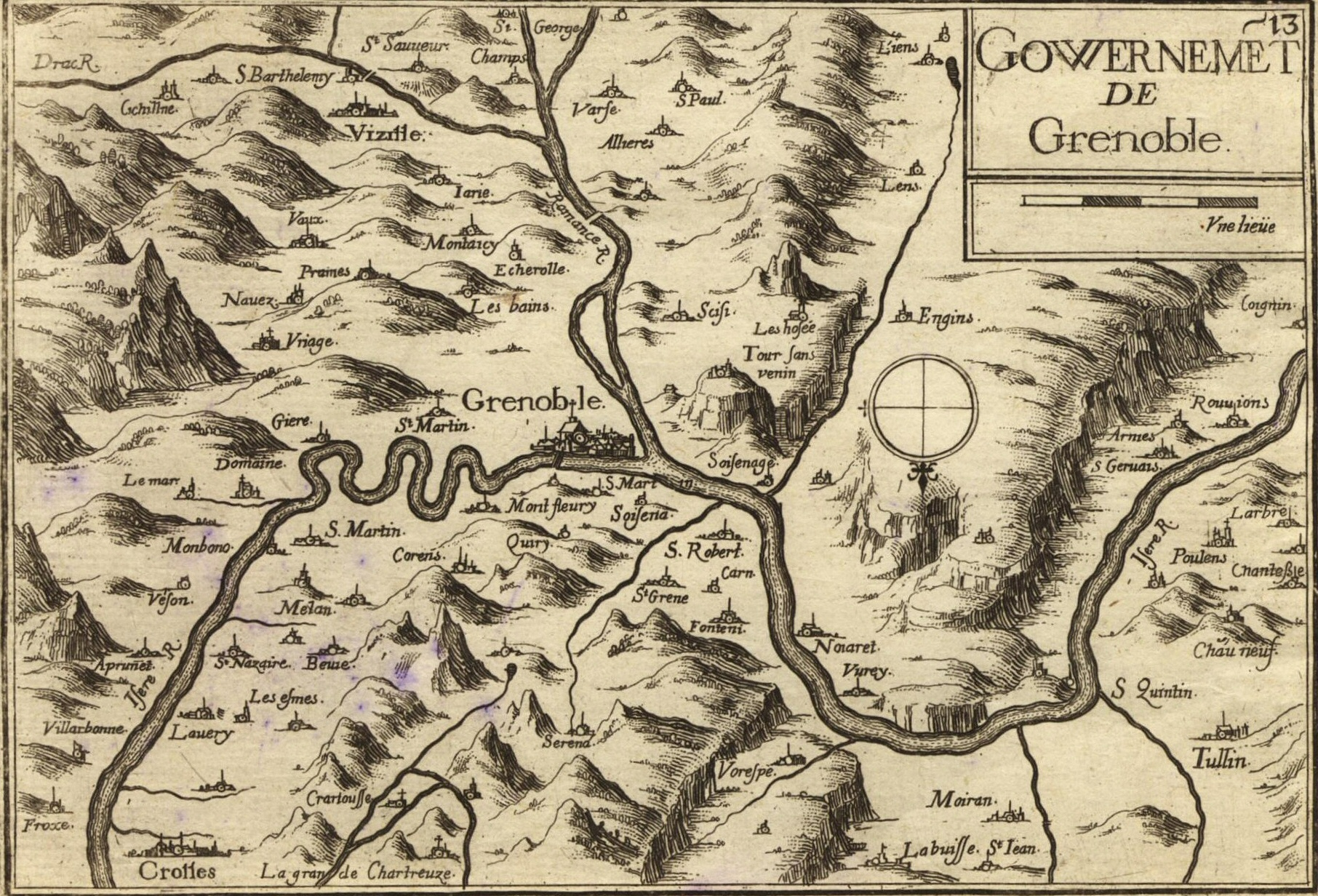
1638年頃のドーフィネの地図

第二次世界大戦中、ドーフィネには強力なレジスタンス組織のマキが本拠をおいていた。